# Гагарка
Гага́рка (лат. Alca torda) — вид морских птиц из семейства чистиковых (Alcidae). После истребления нелетающей бескрылой гагарки в XIX веке этот вид остался единственным в роде гагарок (Alca).

## Внешность
Взрослые особи достигают длины от 38 до 43 см и размах крыльев от 60 до 69 см. Спина и голова окрашены в чёрный цвет, а живот и нижняя сторона крыльев — белые. Зимой белую окраску приобретает и голова.

## Обитание
Они гнездятся на скалистых островах северного Атлантического океана.Встречаются на побережье северной Франции,и в американском штате Мэн. гагарки мигрируют в западную часть Средиземного моря, а американские — на Ньюфаундленд и в Новую Англию. Гагарки образуют большие птичьи базары вместе с другими представителями семейства чистиковых. Самка откладывает, как правило по одному крупному яйцу, окрашенному в серый цвет с тёмными пятнами. Гнездо расположено на выступе скалы или в небольшом углублении.

## Питание
Пищу гагарки добывают под водой. Она состоит главным образом из сельди и анчоусов, а также из раков и морских червей.

## Охрана
На острове Фула в Шотландии организован заказник, в котором гагарка включена в список охраняемых видов.

## Фотогалерея

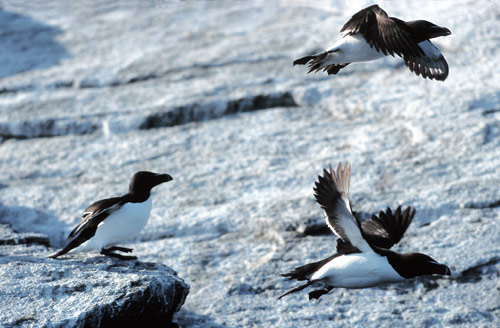
Взлетающие гагарки
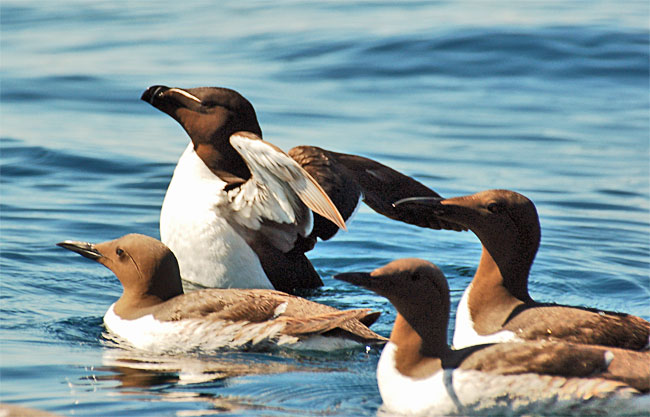
Плавающие гагарки
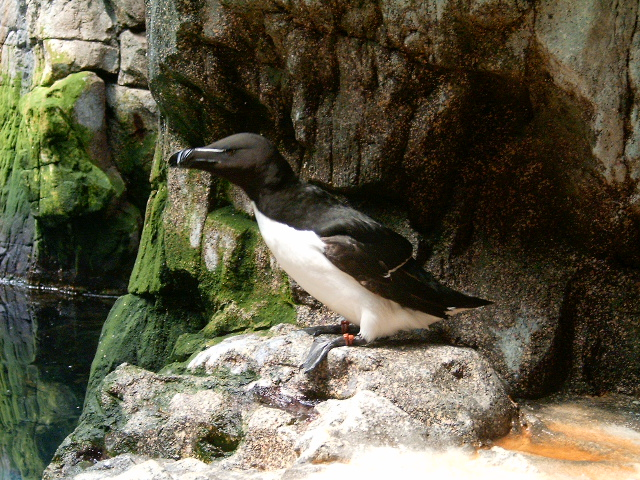
Гагарка на скале
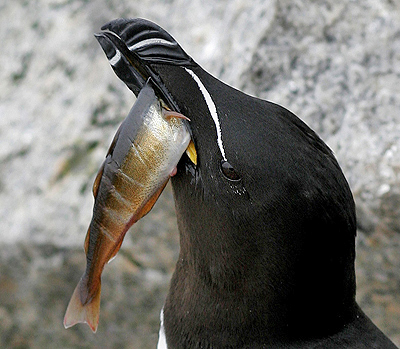
Гагарка, поедающая рыбу
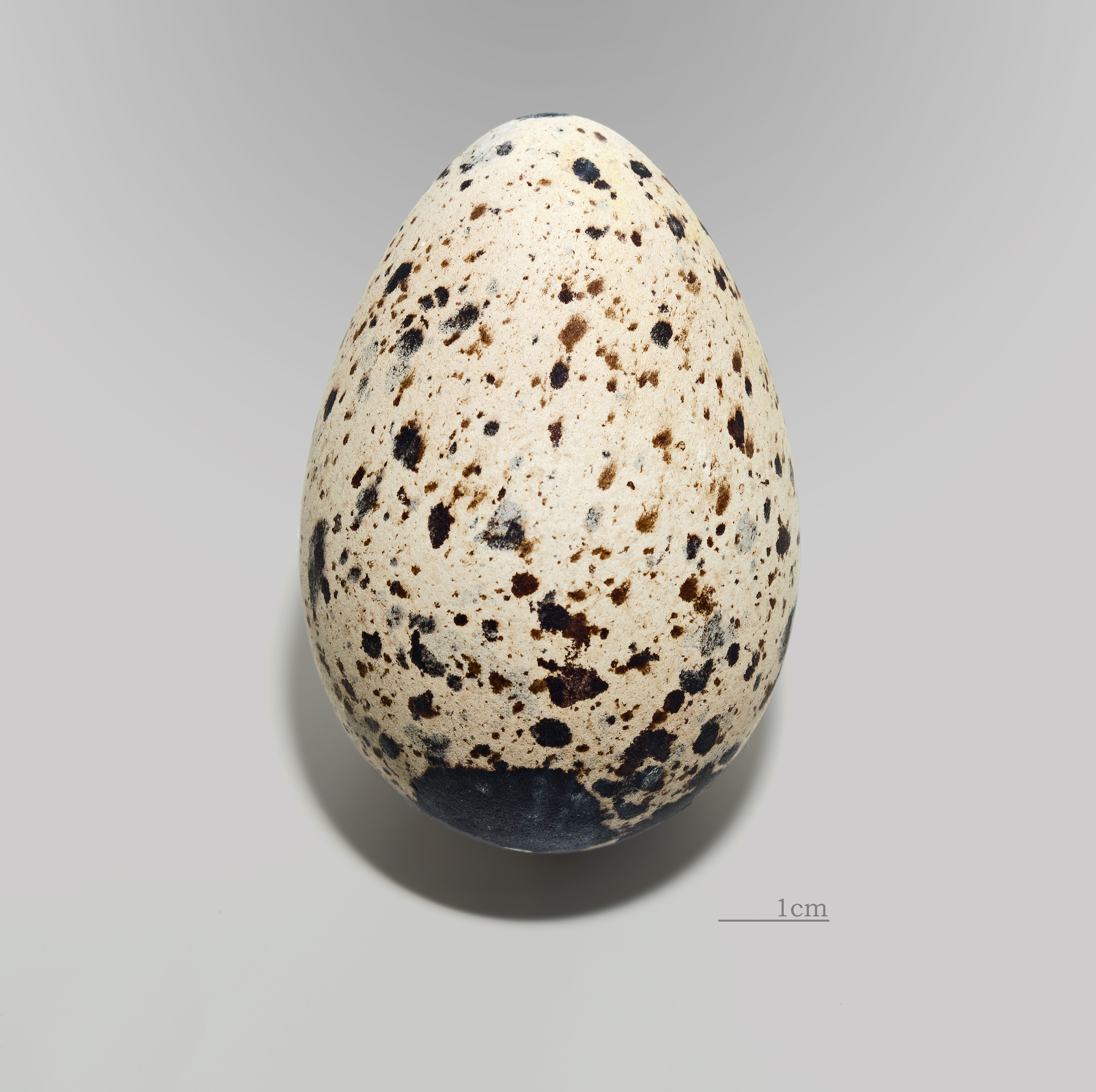
Яйцо гагарки